# 山棕扁鐵甲蟲
山棕扁鐵甲蟲（学名：Pistosia dactyliferae）为金花蟲科扁鐵甲蟲屬下的一个种。